# Walter König (Chemiker)
Walter Georg König (* 26. September 1878 in Annaberg; † 2. Februar 1964 in Radebeul) war ein deutscher Chemiker. Er erschloss 1922 das Gebiet der Polymethinfarbstoffe (siehe auch Polyene). 

## Leben und Wirken

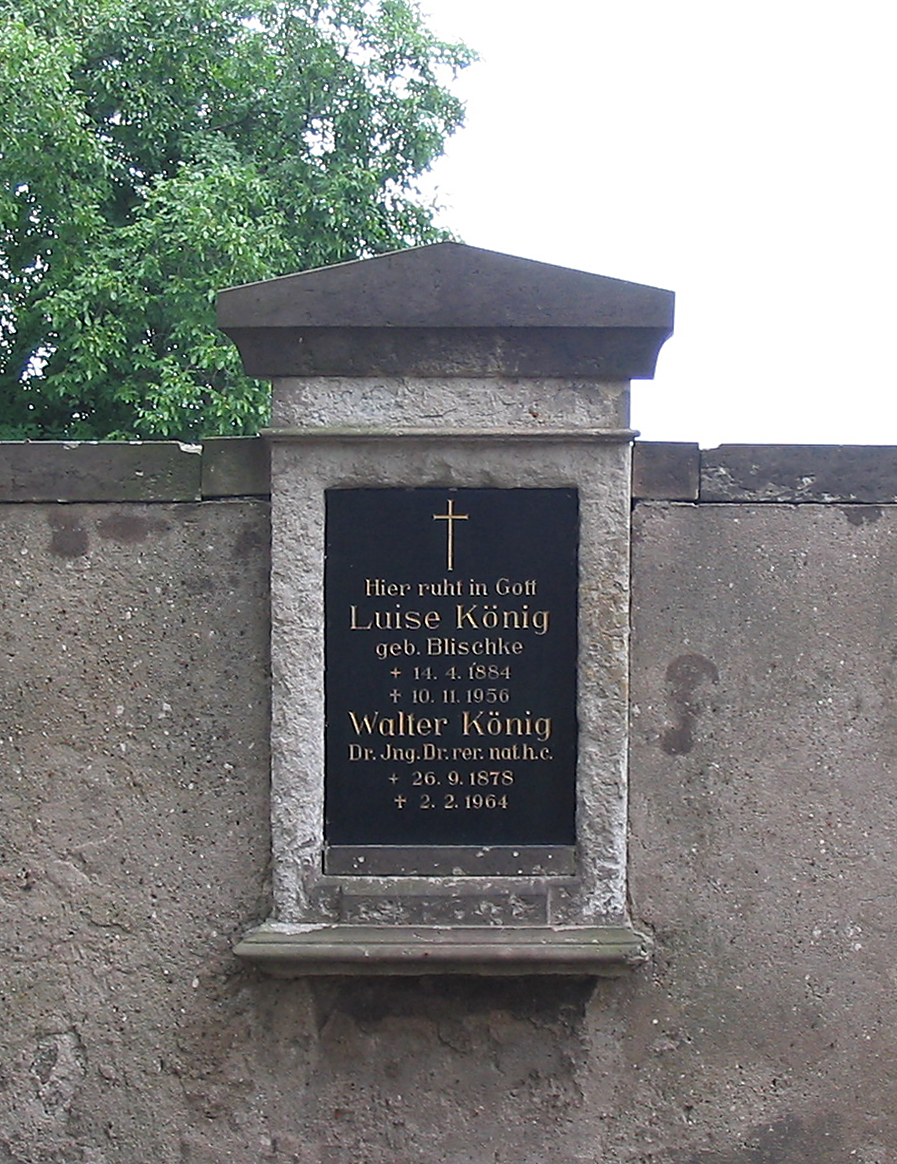
Grabmal Walter König

König studierte ab 1898 Chemie in Leipzig, wechselte nach einem Semester an die TH Dresden und machte dort 1902 sein Diplomexamen, 1903 wurde er in Dresden mit Auszeichnung zum Dr.-Ing. promoviert, 1906 habilitierte er sich mit der Arbeit „Beiträge zur Chemie der Pyridinfarbstoffe.“ Anschließend arbeitete er in der Farbenfabrik Bayer & Co. in Elberfeld bei Carl Duisberg, wo er einige Erfindungen auf dem Gebiet der Farbstoffherstellung und -anwendung machte, für die ihm Patente zuerkannt wurden.
Im Wintersemester 1908/09 kehrte er als Privatdozent an die TH Dresden zurück, wo er von 1913 Professor und Inhaber des Lehrstuhls für Farbenchemie und Färbereitechnik wurde. Er war Direktor des Instituts für Farben- und Textilchemie an der TH Dresden. 1926 erhielt sein Institut ein neuerbautes Gebäude, den ab 1953, seinem 75. Geburtstag, so genannten König-Bau.
Walter König führte die im Jahre 1928 von Richard Möhlau an der TH Dresden gegründete Farbstoffsammlung fort, die heute mehr als 10.000 Proben von technisch produzierten und im internationalen Colour-Index registrierten Farbstoffen und Farbpigmenten, eine umfangreiche Sammlung von über 200 verschiedenen Naturfarbstoffen sowie mehr als 1000 Musterkarten der führenden europäischen Farbstoffproduzenten enthält. 
König unterzeichnete im November 1933 das Bekenntnis der Professoren an den deutschen Universitäten und Hochschulen zu Adolf Hitler, zum 1. Mai 1933 war er der NSDAP beigetreten (Mitgliedsnummer 2.444.447). Im Juli 1945 wurde er gegen den Willen der Hochschulleitung durch die sächsische Landesregierung entlassen, woraufhin er als Laborleiter bei der Dresdner Pharmafirma Gehe & Co., ab 1947 Heilchemie arbeitete. 1949 wurde er zum Mitglied in der Sächsischen Akademie der Wissenschaften berufen, kurz darauf konnte er auf seinen Lehrstuhl zurückkehren. Die Martin-Luther-Universität Halle-Wittenberg ernannte König 1953 zu seinem 75. Geburtstag zum Ehrendoktor.
Verdienste erwarb sich König durch seine Forschungen zu Polymethinfarbstoffen, die zur Herstellung von Farb- und Infrarot-Filmmaterial verwendet werden.
Ab 1939 lebte König im Radebeuler Stadtteil Niederlößnitz in einer heute denkmalgeschützten Mietvilla (Rennerbergstraße 9). König ist auf dem Friedhof Radebeul-West beerdigt.

## Fotografische Darstellung Königs
- Li Naewiger: Porträt Walter König, Chemiker (um 1950)[3]

## Ehrungen
- August-Kekulé-Medaille der Chemischen Gesellschaft der DDR (1954)
- Emil-Fischer-Medaille der Gesellschaft Deutscher Chemiker (1958)
- Hervorragender Wissenschaftler des Volkes (DDR) (1953)
- Mitglied der Sächsischen Akademie der Wissenschaften
- Korrespondierendes Mitglied der Deutschen Akademie der Wissenschaften
- Ehrenmitglied und Goldmedaille des Ver. Deutscher Textilchemiker und Koloristen
- Ehrenbürger von Annaberg (1960)
- Sein Foto hat einen Ehrenplatz in der International Photography Hall of Fame des American Museum of Photography für seine Verdienste auf dem Gebiet der Fotografie.[4]

1963 stiftete die Technische Universität Dresden anlässlich seines 50-jährigen Professorenjubiläums die Walter-König-Medaille für hervorragende Leistungen auf dessen Fachgebiet.